# Eosamphicnephes africanus
Eosamphicnephes africanus är en tvåvingeart som beskrevs av Frey 1932. Eosamphicnephes africanus ingår i släktet Eosamphicnephes och familjen bredmunsflugor. Inga underarter finns listade i Catalogue of Life.